# Type 091 (lớp tàu ngầm)
Tàu ngầm Hình 091 (tiếng Trung: 091型) là loại tàu ngầm hạt nhân đầu tiên do Hải quân Quân giải phóng Nhân dân Trung Quốc phát triển. Nó được phát triển từ những năm 1970. Hiện tại còn ba chiếc hoạt động trong 5 chiếc được biên chế từ năm 1974 đến 1990. NATO gọi loại tàu ngầm này là lớp Hán.

## Lịch sử
Chương trình phát triển tàu ngầm hạt nhân của Cộng hòa nhân dân Trung Hoa đã được bắt đầu năm 1958 nhưng phải ngừng vào năm 1963 do gặp khó khăn và không có sự giúp đỡ. Năm 1965 Trung Quốc bắt đầu tạo ra các mô hình của các lò hạt nhân trên đất liền để mô phỏng các tàu ngầm hạt nhân trong tương lai. Hải quân Quân giải phóng Nhân dân Trung Quốc đã lên kế hoạch phát triển hai loại tàu ngầm hạt nhân một là tàu ngầm săn tàu, hai là tàu ngầm mang tên lửa đạn đạo. Tháng 5 năm 1968 Trung Quốc bắt đầu thiết kế con tàu và bắt đầu đóng con tàu đầu tiên do chính mình thiết kế. Năm 1969 một nhóm các nhà khoa học hàng đầu Trung Quốc đã khởi động lại chương trình tàu ngầm hạt nhân. Ngày 28 tháng 4 năm 1970 lò phản ứng được gắn vào. Ngày 30 tháng 7 thử nghiệm vận hành động cơ hạt nhân được thử nghiệm trên đất liền và đã đáp ứng được yêu cầu của thiết kế. Ngày 26 tháng 12 tàu ngầm hạt nhân đầu tiên được giới thiệu cho công chúng. Từ ngày 26 tháng 01 tháng 4 đến ngày 16 tháng 8 năm 1971 nó được tiếp tục thử nghiệm sau khi hạ thủy và bắt đầu nạp nhiên liệu hạt nhân cho lò phản ứng. Ngày 23 tháng 8 năm 1971 tàu ngầm hạt nhân này chính thức đi vào hoạt động (sau sau này nó có số 401). Ngày 01 tháng 8 năm 1974 nó chính thức đưa vào hoạt động trong quân đội. Từ năm 1974 đến 1990 có 5 chiếc tàu ngầm Hình 091 đã được đóng.

## Hoạt động

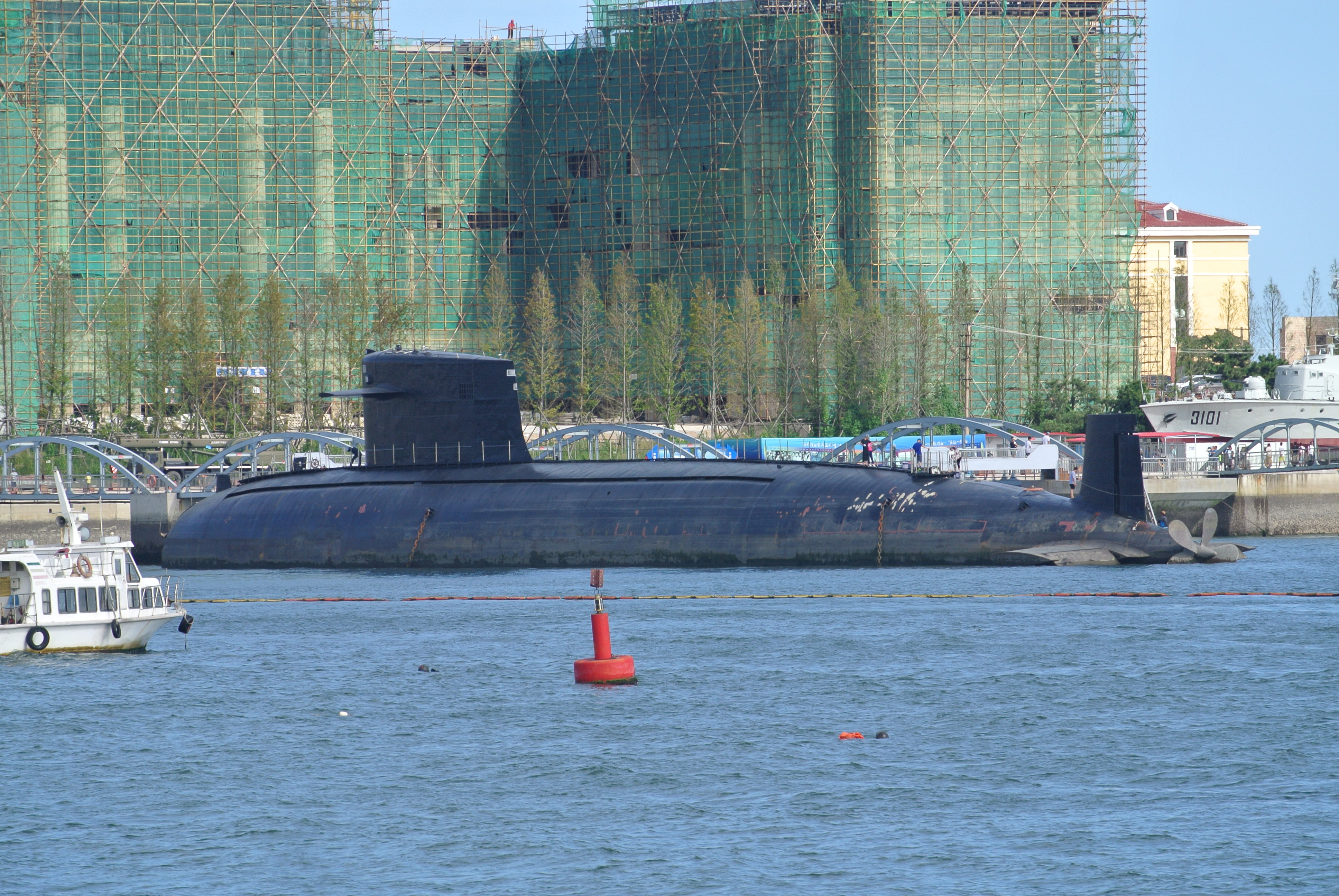
Tàu ngầm Type 091 ở Phổ Đà, Thượng Hải

Loại tàu ngầm này có vấn đề nghiêm trọng là nó quá ồn khi hoạt động làm cho nó dễ bị phát hiện cũng như hệ thống vũ khí chiến đấu dưới nước hoạt động không ổn định. Nên hai chiếc đầu tiên đã phải mang đi sửa chữa nâng cấp vào cuối những năm 1980 và sau đó cho về hưu năm 2000-2001. Ba chiếc đóng sau được nâng cấp sửa đổi hệ thống vũ khí để hoạt động ổn định hơn và thêm khả năng phóng tên lửa từ dưới mặt nước. Hiện ba chiếc này vẫn còn phục vụ trong quân đội.
Do tiếng ồn quá mức nên các chiếc tàu ngầm này thường bị phát hiện khi đi vào vùng biển của nước khác và chính phủ Trung Quốc xin lỗi vì lý do kỹ thuật, nó từng bị phát hiện khi đang đi trong vùng nước ven biển của Nhật Bản tại Ishigaki, Okinawa.
Ngoài việc nổi tiếng với độ ồn tương đượng với các tàu ngầm những năm 1950 và 1960 thì còn có các nhược điểm khác như lớp vỏ chống phóng xạ của lò phản ứng quá tệ khiến cho tia phóng xạ bên trong tàu luôn vượt mức an toàn cho thủy thủ đoàn gây ảnh hưởng đến sức khỏe. Cũng như tàu không có khả năng phóng tên lửa từ dưới mặt nước khiến tàu mất đi lợi thế bất ngờ của một tàu ngầm tấn công. Và chỉ có hai trong năm tàu được đóng hoạt động sau khi được nâng cấp để hạn chế tia phóng xạ.